# Liga Nacional de fútbol femenino 1994-95
La temporada 1994/95 de la División de Honor de fútbol femenino es la séptima edición de la liga de fútbol femenino de España.
El Añorga KKE se proclamó campeón por segunda vez en su historia.

## Sistema de competición
El campeonato fue organizado por la Real Federación Española de Fútbol.
El torneo constaba de un grupo único integrado por diez clubes de toda la geografía española. Siguiendo un sistema de liga, los diez equipos se enfrentaron todos contra todos en dos ocasiones -una en campo propio y otra en campo contrario- sumando un total de 18 jornadas. El orden de los encuentros se decidió por sorteo antes de empezar la competición.
La clasificación final se estableció con arreglo a los puntos obtenidos en cada enfrentamiento, a razón de tres por partido ganado, uno por empatado y ninguno en caso de derrota. 

## Clasificación final
| Pos | Equipo                | Ptos |
| --- | --------------------- | ---- |
| 1   | Añorga KKE            | 48   |
| 2   | Oroquieta Villaverde  | 40   |
| 3   | RCD Espanyol          | 34   |
| 4   | CD Sondika            | 32   |
| 5   | CE Sabadell FC        | 26   |
| 6   | CD Anaitasuna         | 21   |
| 7   | Club Femení Barcelona | 20   |
| 8   | Tradehi Oviedo        | 15   |
| 9   | León Fútbol Femenino  | 12   |
| 10  | Parque Alcobendas     | 8    |